# Rita Guarino
Maria Rita Guarino (ur. 31 stycznia 1971 w Turynie, Włochy) – włoska piłkarka, grająca na pozycji napastnika, trener piłkarski.

## Kariera piłkarska

### Kariera klubowa
W 1985 rozpoczęła karierę piłkarską w Juventus Torino. Potem występowała w klubach Torino CF, Reggiana, Fiammamonza, Torres CF i AS Cascine Vica. W 2000 broniła barw amerykańskiego zespołu Maryland Pride. Jesienią 2010 wróciła do ojczyzny, gdzie została zawodniczką SS Lazio. W 2001 przeniosła się do Foroni Verona FC, ale po roku znów dołączyła do Torres CF, w którym zakończyła karierę piłkarską w roku 2006.

### Kariera reprezentacyjna
W 1991 debiutowała w narodowej reprezentacji Włoch. Broniła barw kadry do 2004, rozegrała 99 meczów, zdobyła 35 bramek.

## Kariera trenerska
Po zakończeniu kariery piłkarki rozpoczęła pracę szkoleniowca. Najpierw od 2008 pomagała Enrico Sbardella trenować juniorską reprezentację Włoch U-17. W sierpniu 2015 stała na czele juniorskiej reprezentacji.
16 czerwca 2017 roku podpisała kontrakt z Juventusem.

## Sukcesy i odznaczenia

### Sukcesy piłkarskie
reprezentacja Włoch
- finalista Mistrzostw Europy: 1993, 1997

Reggiana, Torres, Lazio, Foroni
- mistrz Włoch: 1993, 2000, 2001, 2002, 2003
- zdobywca Pucharu Włoch: 1993, 1995, 2000, 2002, 2004, 2005
- zdobywca Superpucharu Włoch: 2002, 2004
- zdobywca Italy Women's Cup: 2004